# Cryptanura genalis
Cryptanura genalis là một loài tò vò trong họ Ichneumonidae.